# Omaezaki
Omaezaki (御前崎市?) è una città giapponese della prefettura di Shizuoka.

## Attrazioni
- tè verde Omaezaki
- inglese: Chubu Electric Power giapponese:Chūbu Denryoku Kabushiki Kaisha
- faro Omaezaki

## Amministrazione

### Gemellaggi
contea Uljin